# Michael Milken

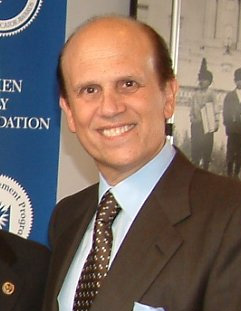
Michael Robert Milken w 2006 roku.

Michael Robert Milken (ur. 4 lipca 1946) – amerykański finansista i filantrop, znany z roli w rozwoju rynku obligacji wysokiego ryzyka (zwanych „śmieciowymi”) w latach 1970-1980, oraz z finansowania badań medycznych. W 1990 został oskarżony za przestępstwo naruszenia amerykańskiego prawa papierów wartościowych.
Milken został oskarżony w sprawie 98 zarzutów (nielegalna działalność) i oszustwa finansowe w 1989 roku wyniku poufnego dochodzenia. Przyznał się do sześciu zarzutów i naruszeń sprawozdawczych, ale nigdy nie został skazany za wykorzystywanie poufnych informacji. Milken został skazany na dziesięć lat więzienia i na stałe został wykluczony z branży papierów wartościowych przez amerykańską komisję papierów wartościowych i giełd. Zmniejszono mu karę za współpracę, zeznania przeciwko jego byłym współpracownikom i dobre sprawowanie. Został zwolniony po niespełna dwóch latach.
Jego krytycy przedstawiali go jako uosobienie chciwości Wall Street w 1980, zyskał przydomek  „Junk Bond King” („Król Śmieciowych Obligacji”). Zwolennicy, jak George Gilder w swojej książce Telecosm pisał: należy pamiętać, że „Milken był kluczowym źródłem zmian organizacyjnych, które pobudziły wzrost gospodarczy w ciągu ostatnich dwudziestu lat. Najbardziej uderzające było podniesienie produktywności kapitału, tak jak i inni ... Milken wziął ogromne sumy uwięzionych w tradycyjnych przedsiębiorstwach i umieścił je z powrotem na rynku”.
Milken został również zaangażowany w działania filantropijne od wczesnych lat 1980. Jest współzałożycielem  Milken Family Foundation, przewodniczący Milken Institute, założyciel medycznych fundacji finansujących badania nad czerniakiem, nowotworami i innym zagrażającym życiu chorobami. W listopadzie 2004 r. artykule przewodnim magazynu, Fortune nazwał go „Człowiekiem, który zmienił medycynę” za jego pozytywny wpływ na badania medyczne.